# Parco Aldo Aniasi
Il Parco Aldo Aniasi, precedentemente denominato Parco di Trenno, è uno dei parchi più grandi di Milano. A forma trapezoidale, si estende su oltre 50 ettari contraddistinti da prati delimitati da doppi filari alberati e piccoli boschi. È caratterizzato da ampi prati e lunghi viali rettilinei, percorribili sia a piedi che in bicicletta. Situato al confine fra il Municipio 7 e il Municipio 8 nel nord-ovest della città, è adiacente al borgo omonimo ed agli ippodromi di San Siro e de La Maura, con le relative piste di allenamento che sono visibili dall'interno del parco al di là di una siepe che delimita tutto il lato est del parco stesso.

## Storia
L'area di proprietà Scheibler su cui sorge, dopo essere stata un campo d'aviazione militare durante la prima guerra mondiale, fu coltivata fino agli anni '70; nel perimetro del parco vi sono due cascine entrambe attive fino a poco prima della sua realizzazione nel 1971, la Cassinetta di Trenno a nord e la Cascina Bellaria a sud.
Durante la prima guerra mondiale dal 24 novembre 1916 era sede della 74ª Squadriglia fino al 12 settembre 1917 quando diventa 122ª Squadriglia che resta fino al 30 novembre 1918 e dal 1918 della 108ª Squadriglia e della 109ª Squadriglia fino al 30 novembre. Testimonianza di questo utilizzo aeronautico è il nome della via Ferdinando Giorgi che cinge dal lato nord il parco, nome del capitano d'aviazione, responsabile delle squadriglie di stanza a Trenno.
I due fontanili, che con le loro diramazioni irrigavano l'area, sono inattivi da anni: erano il fontanile Santa Maria nei pressi della cascina Bellaria e il fontanile Cagnola, da nord a sud lungo la strada che ancora oggi attraversa l'intero parco. Un ramo di questo, verso ovest e collegato con il canale Villoresi, dà ancora acqua alle campagne circostanti.
All'interno del parco è situato il Milan War Cemetery, un cimitero di guerra britannico in cui sono sepolti 417 caduti della Seconda Guerra Mondiale, appartenenti ai paesi del Commonwealth.
Dal 2012 il parco è intitolato ad Aldo Aniasi, sindaco di Milano dal 1967 al 1976.

## Sport nel parco
Si tratta di un parco dalle caratteristiche prettamente sportive: ci sono infatti spazi di libero accesso attrezzati specificatamente per bocce, tennis, calcio, pattinaggio, ciclismo (con pista ciclabile, utilizzata anche per jogging), percorso vita, basket, volley, beach-volley, rugby. Ma esistono anche spazi liberi molto ampi che si prestano a svariate attività motorie anche semi-organizzate o addirittura improvvisate.

## Alberi presenti
Sono presenti oltre 4000 alberi delle seguenti specie: Abete di Douglas, abete rosso, acero, ailanto, betulla, biancospino, carpino bianco, ciliegio, frassino, gelso, olmo, ontano, pino, pioppo cipressino e nero, platano, pruno, quercia rossa, robinia, tiglio, albero dei tulipani.

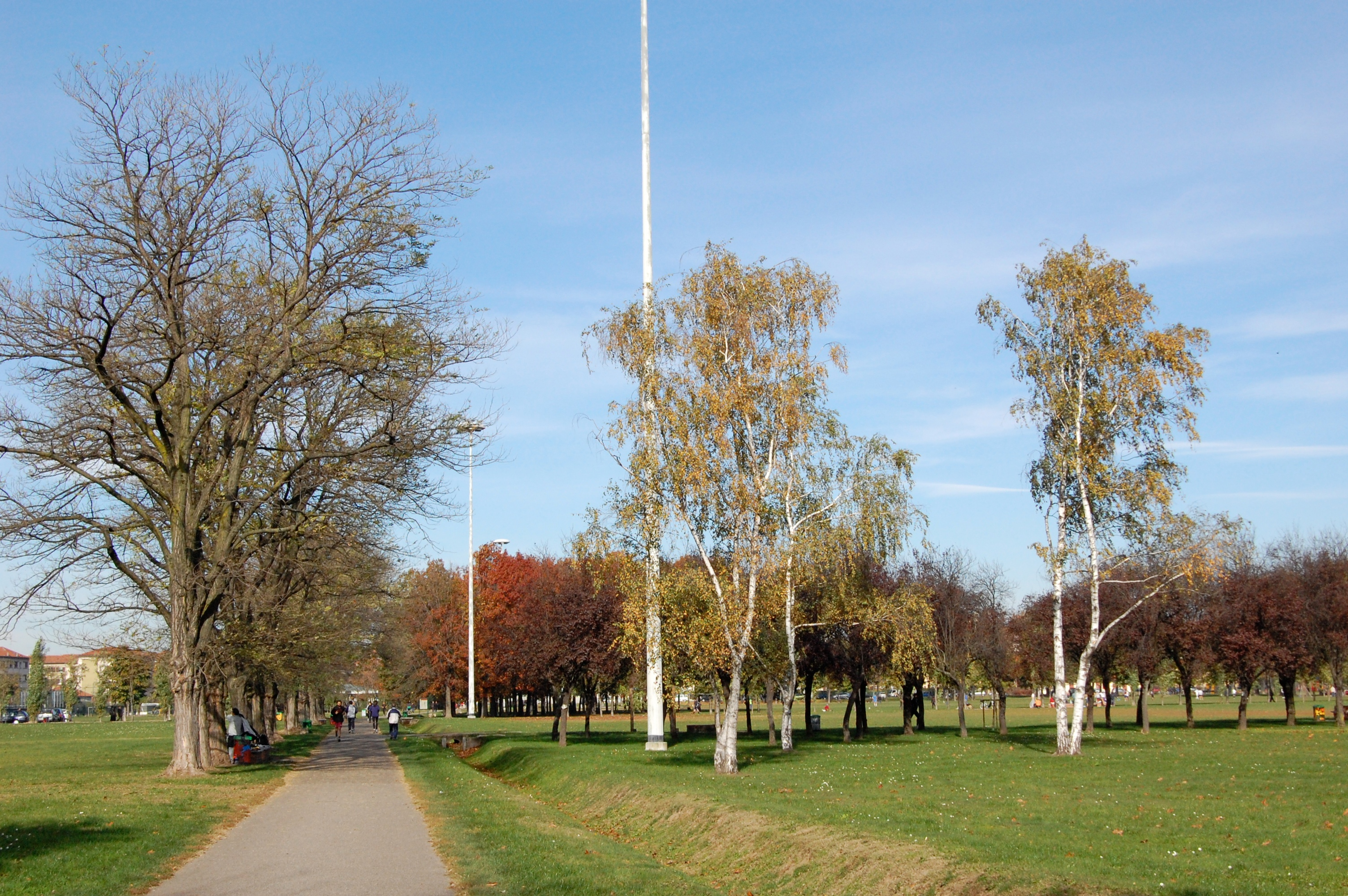
Gli alberi nel Parco di Trenno sono disposti in gruppi monospecie